# 球頭瘤鱈
球頭瘤鱈，為輻鰭魚綱鱈形目稚鱈科的其中一種，分布於南半球溫帶海域，為深海底棲性魚類，深度730-1400公尺，體長可達14公分，棲息在大陸坡底層水域，生活習性不明。

## 扩展阅读
維基物種上的相關：球頭瘤鱈